# في الصيف الحب جنون (فلم)
في الصيف الحب جنون هو فيلم مصري إنتاج عام 1995 بطولة ليلي علوي ،سمير صبري، أحمد بدير ،ومن إخراج عمر عبد العزيز .

## قصة الفيلم
سليم وسيف ودحروج تخرجوا من الجامعة دون أن يعثروا على العمل المناسب لهم، يساعدهم صديق آخر للعمل بأحد الفنادق بالإسماعيلية، يرتبط سليم بحب مايسة الحسناء المحطمة التى يسيطر عليها حب خطيبها السابق رؤوف رغم غرقه أمامها، بينما تقع زينات الزوجة الشابة لمدير الفندق في حب سيف ولكنها تفشل في إغراءه.

## طاقم التمثيل
| - ليلى علوي: مايسة - سمير صبري: سليم - أحمد بدير: دحروج - هالة صدقي - جميل راتب - حسن مصطفى - عزت أبو عوف: سيف | - أشرف عبد الباقي - علاء ولي الدين - ناجي كامل - عادل هلال - سمير حكيم - بدرية عبد الجواد - حسين عرعر | - سامي عطايا - أحمد كمال - كوثر رمزي - أحمد فضل الله - هشام مدكور - ألفت إمام - غريب محمود | - أحمد العضل - ميرفت أبو عوف - منى أبو عوف - منال أبو عوف - مها أبو عوف - صالح العويل |

## فريق العمل
| - إخراج : عمر عبد العزيز - سيناريووحوار: نبيل عصمت. - مجدي كامل: مهندس الصوت - أنور حنفي: مساعد مكساج - كميل صبحي: مساعد مكساج - تركي عبدالرحمن: مسجل الحوار - جليلة الحريري: مساعد مكساج - محمد ياسين: مخرج مساعد - لمياء ياسين: سكريبت | - سمير حكيم: كلاكيت - انترناشيونال فيلم (سمير صبري): منتج - إدوارد نجيب: منتج فني - سمير صبري: منتج - هشام محسن: مدير الإنتاج - فاروق الشرنوبي: تلحين أغنية "الحب جنون" - سمير صبري: غناء - جمال سلامة: تلحين أغنية "يللا يا حلوة" - عزت أبو عوف: ألحان وموسيقى تصويرية | - مجدي كامل: كلمات الأغاني - صلاح فايز: كلمات أغنيتي "يللا يا حلوة" و "الحب جنون" - سعيد حماد: مصفف الشعر - جمال إمام: ماكيير - إمام رمضان: مساعد ماكيير - رشيدة عبدالسلام: مونتير - محمد الزرقا: مونتير مساعد - نعمت فايد: نيجاتيف | - كمال كريم: مدير التصوير - رضا السيد: مصور - عزت عبدالمجيد: مصحح الألوان - أبو علم: مدير المعامل - أفلام البلجون (المؤسسة السعودية للسينما): موزع خارجي - مصر للتوزيع ودور العرض السينمائي: موزع - نوال: التتر - تركي الهواري: ريجيسير |

## وصلات خارجية
- مقالات تستعمل روابط فنية بلا صلة مع ويكي بيانات